# Norrskedika
Norrskedika är en småort i Börstils socken i Östhammars kommun, strax norr om Östhammar. Orten förlorade sin status som tätort 2015 på grund av att folkmängden minskat till under 200 invånare. Från 2015 avgränsar SCB här en småort.

## Befolkningsutveckling
| Befolkningsutvecklingen i Norrskedika 1950–2015          | Befolkningsutvecklingen i Norrskedika 1950–2015 | Befolkningsutvecklingen i Norrskedika 1950–2015 | Befolkningsutvecklingen i Norrskedika 1950–2015 | Befolkningsutvecklingen i Norrskedika 1950–2015 |
| -------------------------------------------------------- | ----------------------------------------------- | ----------------------------------------------- | ----------------------------------------------- | ----------------------------------------------- |
|                                                          |                                                 |                                                 |                                                 |                                                 |
| År                                                       |                                                 |                                                 | Folkmängd                                       | Areal (ha)                                      |
| 1950                                                     | 1950                                            |                                                 | 290                                             |                                                 |
| 1960                                                     | 1960                                            |                                                 | 273                                             |                                                 |
| 1980                                                     | 1980                                            |                                                 | 237                                             |                                                 |
| 1990                                                     | 1990                                            |                                                 | 201                                             | 58                                              |
| 1995                                                     | 1995                                            |                                                 | 214                                             | 62                                              |
| 2000                                                     | 2000                                            |                                                 | 209                                             | 62                                              |
| 2005                                                     | 2005                                            |                                                 | 223                                             | 62                                              |
| 2010                                                     | 2010                                            |                                                 | 214                                             | 60                                              |
| 2015                                                     | 2015                                            |                                                 | 169                                             | 57#                                             |
| Anm.: Ej tätort 1965-1980. Ej tätort 2015. # Som småort. |                                                 |                                                 |                                                 |                                                 |

## Kommunikationer
Riksväg 76 passerar genom Norrskedika. ULs busslinje 811 upprätthåller trafiken med Östhammar och Uppsala, linje 832 med Gävle.

## Idrott
Orten har även en idrottsförening N.I.F. med många aktiviteter för ortens ungdomar.  A-lag herrar spelar i division 5 östra. A-lag damer spelar i division 4 östra.